# Закон за вероизповеданията
Законът за вероизповеданията е закон в България, приет от XXXIX народно събрание на 20 декември 2002 година и обнародван на 29 декември. Той отменя Закона за изповеданията от 1949 година и претърпява няколко изменения – през 2006, 2007, 2009, 2013, 2015, 2018, 2019, 2020, 2022 и 2023 година.

## Критики към закона
След приемането на новия Закон за вероизповеданията през 2002, който отменя стария, който е действащ от периода 1949 – 1989, са отправени редица критики, най-вече от страна на външни, международни агеции и комисии следящи за спазването на правата на човека по света. Красимир Кънев, председател на Българския хелзинкски комитет, нарича закона „рестриктивен и дискриминационен“., а според Кристофър Смит „Законът за религиите не успява да изпълни ангажиментите, поети от България пред ОССЕ по отношение на религиозните свободи.“ И двамата посочват като слаби места регистрирането на Българската православна църква на Максим екс лего, тоест чрез самия закон и налагането на необходимостта на всички други религиозни групи да се регистрират, поставянето ѝ над другите вероизповедания, Смит изтъква, че „Законът също така е с доста неопределено становище по отношение на това дали членове на религиозни групи, които нямат регистрация, могат да изразяват публично своите религиозни убеждения“, също, че според новият закан "правителството [е] в позицията субективно да решава дали вярванията на определена религиозна група могат да бъдат квалифицирани като религия или не.", като заключава, че „санкциите, предвидени в Закона за религиите, са твърде всеобхватни и могат да ограничат редица основни свободи. Текстовете на Закона обаче не дават никаква яснота по налагането на тези санкции и ги оставят тревожно мъгляви. Също така санкциите не съответстват на евентуалните нарушения и дават възможност наказанието, наложено заради действията на определен член от дадена общност, да се разпростре върху всички нейни членове.“